# Togo op de Olympische Zomerspelen 2020
Togo nam deel aan de Olympische Zomerspelen 2020 in Tokio, Japan. De selectie bestond uit vier atleten, actief in vier verschillende disciplines. De atleten wisten geen medailles te behalen.

## Atleten
Hieronder volgt een overzicht van de atleten die zich hebben verzekerd van deelname aan de Olympische Zomerspelen 2020.
| sport       | mannen | vrouwen | totaal |
| ----------- | ------ | ------- | ------ |
| Atletiek    | 1      | 0       | 1      |
| Roeien      | 0      | 1       | 1      |
| Tafeltennis | 1      | 0       | 1      |
| Zwemmen     | 1      | 0       | 1      |
| totaal      | 3      | 1       | 4      |

## Sporten

### Atletiek
Mannen
Loopnummers
| atleet        | onderdeel | series | series | kwartfinale | kwartfinale | halve finale   | halve finale   | finale         | finale         |
| atleet        | onderdeel | tijd   | rang   | tijd        | rang        | tijd           | rang           | tijd           | rang           |
| ------------- | --------- | ------ | ------ | ----------- | ----------- | -------------- | -------------- | -------------- | -------------- |
| Fabrice Dabla | 100 m     | 10,57  | 2 Q    | DSQ         | DSQ         | niet geplaatst | niet geplaatst | niet geplaatst | niet geplaatst |

### Roeien
Vrouwen
| atlete        | onderdeel | series  | series | herkansingen | herkansingen | kwartfinale | kwartfinale | halve finale | halve finale | finale  | finale |
| atlete        | onderdeel | tijd    | rang   | tijd         | rang         | tijd        | rang        | tijd         | rang         | tijd    | rang   |
| ------------- | --------- | ------- | ------ | ------------ | ------------ | ----------- | ----------- | ------------ | ------------ | ------- | ------ |
| Claire Ayivon | skiff     | 8.48,07 | 5 H    | 9.04,23      | 4 HE/F       | n.v.t.      | n.v.t.      | 9.15,29      | 4 FF         | 8.44,42 | 31     |

Legenda: FA=finale A (medailles); FB=finale B (geen medailles); FC=finale C (geen medailles); FD=finale D (geen medailles); FE=finale E (geen medailles); FF=finale F (geen medailles); HA/B=halve finale A/B; HC/D=halve finale C/D; HE/F=halve finale E/F; KF=kwartfinale; H=herkansing

### Tafeltennis
Mannen
| atleet      | onderdeel | voorronde            | eerste ronde         | tweede ronde         | derde ronde          | vierde ronde         | kwartfinale          | halve finale         | finale / BM          | finale / BM    |
| atleet      | onderdeel | tegenstander uitslag | tegenstander uitslag | tegenstander uitslag | tegenstander uitslag | tegenstander uitslag | tegenstander uitslag | tegenstander uitslag | tegenstander uitslag | rang           |
| ----------- | --------- | -------------------- | -------------------- | -------------------- | -------------------- | -------------------- | -------------------- | -------------------- | -------------------- | -------------- |
| Dodji Fanny | enkelspel | bye                  | Gaćina V 0–4         | niet geplaatst       | niet geplaatst       | niet geplaatst       | niet geplaatst       | niet geplaatst       | niet geplaatst       | niet geplaatst |

### Zwemmen
Mannen
| atleet           | onderdeel       | series | series | halve finale   | halve finale   | finale         | finale         |
| atleet           | onderdeel       | tijd   | rang   | tijd           | rang           | tijd           | rang           |
| ---------------- | --------------- | ------ | ------ | -------------- | -------------- | -------------- | -------------- |
| Mawupemon Otogbe | 50 m vrije slag | 25,68  | 57     | niet geplaatst | niet geplaatst | niet geplaatst | niet geplaatst |